# Marcos Vicente dos Santos
Marcos Vicente dos Santos, meglio noto come Marquinhos (Biguaçu, 29 settembre 1981), è un ex calciatore brasiliano, di ruolo centrocampista.

## Palmarès

### Club

#### Competizioni nazionali
- Coppa del Brasile: 1

Santos: 2010

#### Competizioni statali
- Campionato Catarinense: 1

Avaí: 2009
- Campionato paulista: 1

Santos: 2010